# 侯安都
侯安都（520年—563年），字成师，始兴郡曲江（现韶关乳源）人，南北朝时期陈朝名将，辅佐陈霸先建立陈王朝。
太清三年(548年)，侯景叛乱(参见侯景之乱)。始兴郡太守陈霸先招兵欲伐侯景，侯安都遂率千余众前去归附。大宝二年(551年)六月，陈霸先亦兵发南康（现赣州西南），侯安都随之征战，屡见战功，平定了侯景之乱。被封为猛烈将军、通直散骑常侍。承圣三年(554年)三月，侯安都与陈霸先一起镇守京口，担任兰陵太守。梁元帝被杀后，王僧辩于天成元年（555年）五月，与北齐勾结，扶植萧渊明为帝。侯安都协助陈霸先设计诛灭王僧辩，复立萧方智为帝（是为梁敬帝），改元绍泰，臣属于北齐。
太平元年(556年)三月，北齐攻梁，侯安都率军击败了北齐军队，晋号为平南将军，改封西江县公。太平二年（557年）十月，陈霸先代梁称帝，国号陈，是为陈武帝。陈武帝死后，侯安都立临川王陳蒨为帝，是为陈文帝，又率兵平定了王琳 (會稽) ，誅杀要求登基的武帝子衡阳王陈昌，先后进爵为清远郡公、封侍中、征北大将军等。
自从平定王琳后，侯安都自恃功高过人，日渐骄傲，當時的文士褚玠、马枢、阴铿、张正见、徐伯阳、刘删、祖孙登等都成了他的賓客，动辄聚集千余人；其部不遵法度，侯安都却给予庇护。而且侯安都目中無人，甚至对文帝亦不敬。一次陪文帝饮酒，侯安都问文帝：“何如作临川王时？”文帝最初不回應，侯再三逼問，帝不得已说：“此虽天命，抑亦明公之力”。文帝对此非常不满。天嘉三年周迪谋反时，朝臣商议派侯安都去平定，文帝卻另派吴明彻去讨伐。文帝從中书舍人蔡景歷口中得知称侯安都要谋反。天嘉四年（563年）六月，文帝以侯安都進江州刺史為由，将安都召进嘉德殿，隔離其部屬，当场逮捕侯安都，宣布罪狀，次日赐死，享年44岁。
侯安都的墓在乳源县桂头镇，文化大革命期间被毁，以前韶关有纪念侯安都的风烈楼，现在的风烈路就是因此而流传下来的。

## 評價
侯安都精通琴棋书画。陳武帝稱其：“侯郎傲诞而无厌，轻佻而肆志。并非全身之道”。

## 后裔
六世孙侯绩，唐朝朝议郎、行陕州硖石县令、上柱国

## 延伸阅读
[在维基数据编辑]
 《陳書·卷8》，出自姚思廉《陳書》
 《南史/卷66》，出自李延壽《南史》